# أربيرت هايم
أربيرت هايم (بالألمانية: Aribert Heim) (28 يونيو 1914 - 10 أغسطس 1992) هو طبيب نمساوي نازي لقب «بطبيب الموت». ويشتبه بأنه قتل وعذب المئات في معسكر اعتقال ماوتهاوزن (شمال النمسا) بحقنهم بالسم في القلب أو بإخراج أحشائهم بدون مخدر.
تم احتجازه بعد الحرب العالمية الثانية من قبل القوات الأمريكية لكنها لم توجه له أي اتهامات بارتكاب جرائم حرب حيث أطلق سراحة بعد ذلك، وعاد لألمانيا لمزاولة مهنته إلا أنه في العام 1962 علم بنية السلطات ملاحقته وقام بالهرب بعدها إلى أمريكا الجنوبية وتحديدا تشيلي حيث استقر هنالك تحت اسم مستعار. ظل ملاحقا من قبل منظمات يهودية اتهمته بارتكاب جرائم ضد الإنسانية.
كان هايم يقوم بتجاربه الخاصة على المعتقلين وكان يقوم ببتر أعضاء المعتقلين بدون مخدر ليرى مدى قدرتهم على تحمل الألم.
في 4 فبراير 2009 أعلنت جريدة نيويورك تايمز أنه كان يعيش في القاهرة، مصر لمدة تقارب 30 عاما، تحت اسم مستعار هو «طارق حسين فريد» بعد أن أعتنق الإسلام حيث يعتقد أنه مات بالقاهرة في 10 أغسطس 1992 نتيجة سرطان القولون ولم يتمكن أحد من كشف شخصيته.